# ミコラ・リセンコ
ミコラ・ヴィタリヨヴィチ・リセンコ（Mykola Vitaliyovych Lysenko ウクライナ語: Мико́ла Віта́лійович Ли́сенко 1842年3月22日 - 1912年11月6日）は、ウクライナの作曲家、ピアニスト、指揮者、民族音楽学者。リセンコはソ連体制下ではウクライナの市民階級の国粋主義者とみなされていた。日本語ではミコーラ・ルイセンコ、ニコラーイ・ヴィターリエヴィチ・ルィーセンコとも表記される。

## 生涯
リセンコはウクライナのクレメンチュークに生まれた。父はヴィラリー・ロマノヴィチ・リセンコ（ウクライナ語：Віталій Романович Лисенко）であった。リセンコは幼い頃からウクライナの農夫の歌う民謡や、タラス・シェフチェンコの詩に強い関心を持っていた。1861年に死亡したシェフチェンコの亡骸がウクライナに戻ると、リセンコは棺を運ぶ者の中に加わっている。キエフ大学に在学中に彼が収集と編曲を行ったウクライナの民謡集は、7巻にまとめられて出版された。主に情報源となったのはコブツァーリのOstap Veresaiであった。（後にリセンコは息子の名前を彼にちなんで付けている）

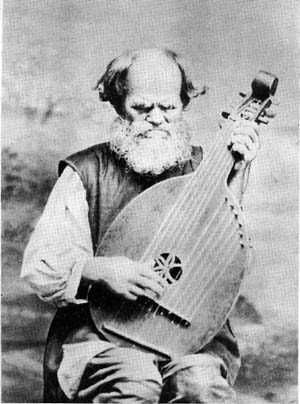
オスタップ・ヴェレサイ

リセンコはハルキウ大学において生物学を専攻し、音楽は私的に学んでいたに過ぎなかった。ロシア音楽協会から奨学金を授与され、彼はライプツィヒ音楽院でさらに音楽の専門教育を追及できるようになった。この音楽院で過ごす間に、彼は西側の作曲家の模倣をするのではなく、ウクライナの音楽を集め、発展させ、創造することが重要なのだと理解した。
キエフへと戻るとすぐに、リセンコはウクライナを主題とした作曲を継続した。ウクライナにも大ロシアの文化を浸透させることを目指していたロシア音楽協会は、親ウクライナ的な彼の作曲方針を援助しようとしなかった。結果としてリセンコは彼らとの関係を絶ち、ロシア語の詩には決して曲をつけようとせず、また自作のロシア語への翻訳を一切禁じた。
1870年代中盤に、若いリセンコは管弦楽法と作曲の腕を上達させるため、サンクトペテルブルクへと赴きリムスキー＝コルサコフに管弦楽法を師事した。しかしながら、熱心なウクライナ国粋主義でロシア帝国の専制政治を軽蔑していたことは、彼のキャリアの妨げとなった。彼は1905年のロシア第一革命に加担した罪で、1907年にしばし投獄される。1908年には、キエフで結成されたウクライナの国民的著名人の集まりであるウクライナ・クラブの代表となった。
オペラのリブレットを作成するにあたって、リセンコはウクライナ語のみを用いるよう強く主張した。チャイコフスキーは彼の「タラス・ブルバ」(英語版) に感銘を受けモスクワ上演を希望したが、リセンコがロシア語ではなくウクライナ語を用いての上演を主張して譲らなかったため、モスクワ公演は実現しなかった。
1903年にリセンコは、リヴィウに音楽学校を設立した。また後年、リセンコはウクライナ音楽学校を開校するための基金を立ち上げた。彼の死にはウクライナ国中が広く悲しみに包まれた。リセンコの娘のマリアナ（Mariana）は父の足跡を追ってピアニストとなり、息子のオスタップ（Ostap）もキエフで音楽を教えた。

## 作品

### ピアノ曲

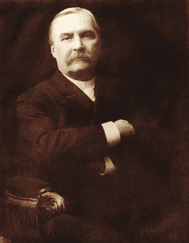
リセンコ

リセンコのピアノ曲はウクライナ国外ではあまり知られていない。ソ連の音楽学者らは彼のピアノ作品について、ショパンから派生したものであると考えていた。そのため、これらの作品は彼の声楽作品ほどには音楽学者の関心を引いていない。

### 声楽曲
リセンコの初期の声楽作品は、ウクライナの民謡による曲や主にタラス・シェフチェンコの詩に付して作曲した楽曲であった。その後、彼は愛国的な讃美歌である『ウクライナへの祈り』の作曲や他のウクライナの詩人の作品も手がけるようになり、また一部は自分で行うなどしたドイツの詩人の作品の翻訳へも曲をつけた。
タラス・シェフチェンコ、レーシャ・ウクライーンカ、オレクサンダー・オレスらの傑出したウクライナの詩人の詩へ作曲されたリセンコの歌曲に対する関心は高まりつつある。その一因には、イギリスのオペラ歌手であるパヴロ・フンカの近年の貢献が挙げられる。

### オペラ
リセンコは数多くのオペラ作品を書いている。「Natalka Poltavka」、「溺死女（Utoplena）」（ニコライ・ゴーゴリの「May Night」による）、「タラス・ブーリバ（Taras Bulba）」などである。

### 音楽学研究
リセンコは盲目のコブツァーリ、Ostap Veresaiの音楽に関する初の民族音楽学研究を行い、これは1873年から1874年にかけて出版されて現在に至るまで模範的なものであり続けている。この研究の中で、リセンコはウクライナの旋律要素がロシアのそれと異なる点を、ウクライナ音楽特有の半音階への近接、およびその使用（ソ連によって禁じられたものの一つである）によって説明付けた。
リセンコは他のコブツァーリの楽曲の研究、編曲も継続して行っていた。ポルタヴァのOpanas SlastionやチェルニーヒウのPavlo Bratytsiaなどが対象であった。また、彼はtorbanなどの他のウクライナの民族楽器についても徹底的な研究を行った。彼がウクライナの民族楽器について記した研究成果は、彼をウクライナの楽器分類学の始祖とし、またロシア帝国初の楽器分類学者とするに足るものである。